# Гріффон (Північна Кароліна)
Гріффон (англ. Grifton) — місто (англ. town) в США, в округах Ленуар і Пітт штату Північна Кароліна. Населення — 2448 осіб (2020).

## Географія
Гріффон розташований за координатами 35°22′48″ пн. ш. 77°26′28″ зх. д. / 35.38000° пн. ш. 77.44111° зх. д. (35.380041, -77.441208).  За даними Бюро перепису населення США в 2010 році місто мало площу 5,30 км², уся площа — суходіл.

## Демографія
Згідно з переписом 2010 року, у місті мешкало 2617 осіб у 1040 домогосподарствах у складі 713 родин. Густота населення становила 494 особи/км².  Було 1130 помешкань (213/км²).
Расовий склад населення:
| - 51,8 % — білих - 40,8 % — чорних або афроамериканців - 0,1 % — корінних американців - 4,9 % — осіб інших рас |

До двох чи більше рас належало 2,4 %. Частка іспаномовних становила 9,7 % від усіх жителів.
За віковим діапазоном населення розподілялося таким чином: 26,4 % — особи молодші 18 років, 57,8 % — особи у віці 18—64 років, 15,8 % — особи у віці 65 років та старші. Медіана віку мешканця становила 38,8 року. На 100 осіб жіночої статі у місті припадало 85,9 чоловіків;  на 100 жінок у віці від 18 років та старших — 80,6 чоловіків також старших 18 років.
Середній дохід на одне домашнє господарство  становив 42 710 доларів США (медіана — 34 336), а середній дохід на одну сім'ю — 50 635 доларів (медіана — 37 356). За межею бідності перебувало 24,0 % осіб, у тому числі 37,4 % дітей у віці до 18 років та 10,6 % осіб у віці 65 років та старших.
Цивільне працевлаштоване населення становило 941 особа. Основні галузі зайнятості: освіта, охорона здоров'я та соціальна допомога — 31,0 %, виробництво — 17,3 %, роздрібна торгівля — 12,3 %, науковці, спеціалісти, менеджери — 10,1 %.